# 니라지 초프라
니라지 초프라(힌디어: नीरज चोपड़ा, 1997년 12월 24일~)는 인도의 육상 선수로 주종목은 창던지기이다. 2020년 하계 올림픽 남자 창던지기 부문에서 금메달을 획득하여 인도 역사상 두번째 올림픽 개인전 금메달리스트이자 인도 최초의 육상 종목 올림픽 금메달리스트가 되었다.

## 경력
2018년 8월 18일 생애 첫 아시안 게임인 2018 자카르타·팔렘방 아시안 게임의 개막식에 인도 대표단 기수로서 참석했다. 8월 27일 인도네시아 자카르타 겔로라 붕 카르노 스타디움에서 열린 대회 남자 창던지기 결선에서는 88.06m의 기록으로 본인 최고 기록을 갱신하면서 중국의 류치전과 파키스탄의 아르샤드 나딤을 누르고 금메달을 획득했다.
2021년 8월 7일 일본 도쿄 올림픽 스타디움에서 열린 2020 도쿄 올림픽 남자 창던지기 결선에서 87.58m를 기록하며 아시아 선수로서는 처음으로 금메달리스트가 되었다. 1차 시기부터 87.03m로 선두에 올랐으며, 2차 시기에서 87.58m를 기록해 체코의 야쿠프 바들레이흐와 비테슬라프 베셀리를 제치고 금메달을 일찌감치 예약했다. 이는 2위를 한 바들레이흐의 최종 기록(86.67m)과 1m 가까이 차이가 났다.
인도가 육상 메달을 딴 것은 1900년 파리 대회 남자 200m와 200m 허들에서 은메달을 딴 노먼 프리차드 이후 무려 121년 만이다. 또한 2008년 베이징 대회에서 남자 10m 공기소총 우승자 아비나브 빈드라 이후 13년 만의 금메달이자 개인 종목에서 금메달을 목에 건 두 번째 인도 선수가 됐다. 
경기 직후 인터뷰에서 자신의 정신적 멘토였던 인도 육상 영웅 밀카 싱과 P.T. 우샤에게 감사의 말을 전하며 금메달 획득의 공을 돌렸고, 인도 기업과 정부는 대졸 사무직 초임(월 406달러)의 410년 치 연봉에 해당되는 200만 달러(약 23억 원) 상당의 포상금과 선물을 그에게 약속한 것으로 알려졌다.
2022년에는 미국 오리건주 유진에서 열린 2022년 세계 선수권 대회에 참가하여 우승을 차지했다. 이듬해인 2023년에는 부다페스트에서 열린 2023년 세계 선수권 대회에서 준우승을 차지했고 같은 해에 열린 항저우 아시안 게임에서 금메달을 획득하며 아시안 게임 2연속 우승을 달성했다.

## 같이 보기
- 올림픽 인도 선수단